# Bürgermeisterei (Königreich Bayern)
Die Bürgermeisterei war in der Pfalz im Königreich Bayern eine Gemeinde mit eigenem Bürgermeister oder ein Zusammenschluss mehrerer Gemeinden unter einem gemeinsamen Bürgermeister. Eine Erweiterung auf andere Teile Bayerns war nicht erfolgreich.

## Geschichte
In der Franzosenzeit wurde auf dem Linken Rheinufer die französische Verwaltungsorganisation eingeführt. Unterhalb der Kantone bildeten Mairieen die kleinste Verwaltungseinheit, die von einem Bürgermeister geleitet wurde. Eine Mairie umfasste eine einzelne Gemeinde oder eine Mehrzahl von (kleinen) Gemeinden, die zu klein zu einer eigenständigen Verwaltung waren. 1815 kam die Pfalz zum Königreich Bayern. Bayern behielt die Gemeindeorganisation bei und benannte die Mairie in Bürgermeisterei um.
Mit der pfälzischen Gemeindeordnung vom 1. Juli 1869 wurde das Organisationsprinzip der Bürgermeistereien bestätigt. Mit der bayerischen Gemeindeordnung vom 29. April 1869 wurde ermöglicht, Bürgermeistereien auch in den anderen Teilen Bayerns zu bilden. Dies erfolgte jedoch nicht in nennenswertem Umfang.
Nach dem Zweiten Weltkrieg wurde die Pfalz Teil von Rheinland-Pfalz. Dort bestanden die Bürgermeistereien zunächst fort. Es konnten nach der damaligen rheinland-pfälzischen Gemeindeordnung gemeinschaftliche Bürgermeistereien gebildet werden. Diese waren – im Gegensatz zu den vormals preußischen und ebenfalls fortbestehenden Ämtern – grundsätzlich reine Verwaltungsgemeinschaften im engeren Sinne und keine öffentlich-rechtlichen Körperschaften, d. h. es konnten nur von den Gemeinden selbst Beamte angestellt werden. Auf Antrag war eine Umwandlung in eine Körperschaft des öffentlichen Rechts aber möglich. Die Bürgermeistereien wurden im Zuge der Gebietsreform 1968 durch die Verbandsgemeinden abgelöst.
Bürgermeistereien als Zusammenschluss mehrerer Gemeinden waren vor allem in der Westpfalz verbreitet.